# Christopher Tanev
Pour les articles homonymes, voir Tanev.
Christopher Tanev (né le 20 décembre 1989 à East York dans la province de l'Ontario au Canada) est un joueur professionnel canadien de hockey sur glace. Il évolue au poste de défenseur. Son frère Brandon est également joueur professionnel.

## Biographie

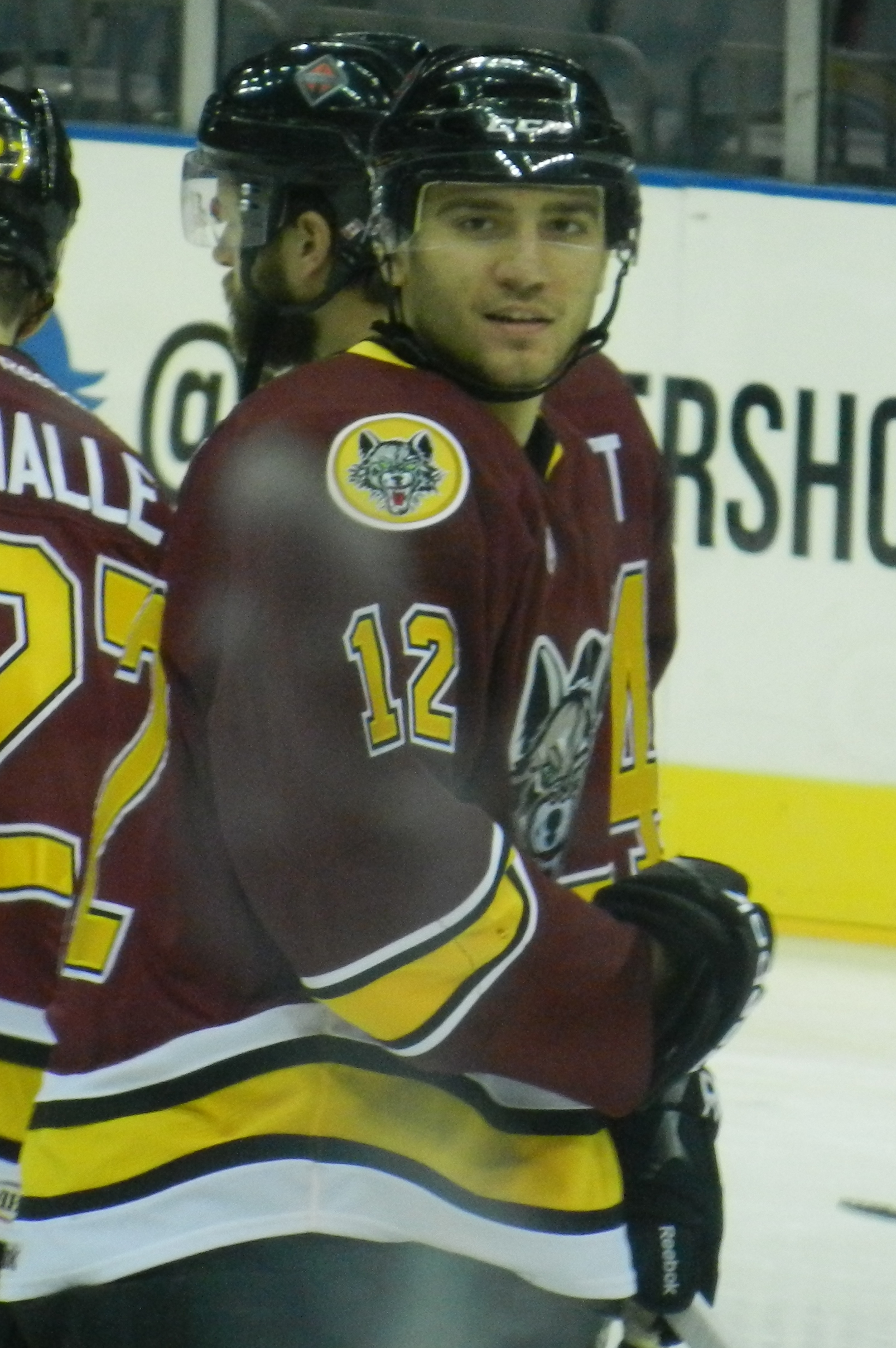
Tanev avec les Wolves de Chicago.

Chris Tanev est né à East York de Sophie Meredith et Mike Tanev. Il a deux frères Brandon et Kyle. Il effectue son hockey mineur avec les Red Wings de Toronto dans la Greater Toronto Hockey League. Il pratique le Roller in line hockey durant le printemps et est entraîné par Dave Gagner. À l'âge de 15 ans, il ne peut intégrer le niveau Midget AAA en raison de son manque de taille, il mesure 1,52 m. Pendant deux ans, il ne dispute plus de compétition. 
Sa croissance ayant repris, Tanev commence sa carrière junior en 2006 avec le Fury de Durham dans la Ligue de hockey junior de l'Ontario, une ligue de niveau junior a. En 2007-2008, il passe sa saison entre Durham, le Spirit de Stouffville et les Waxers de Markham. Il aide l'équipe à remporter le championnat sud-est et est désigné comme le joueur de l'équipe ayant le plus progressé durant la saison. En 2008-2009, il est nommé assistant-capitaine de l'équipe. Il est nommé meilleur défenseur de l'équipe à l'issue de la saison et marque 41 points en 50 matchs. 
Il est alors recruté par le Rochester Institute of Technology (RIT). Il évolue avec les Tigers dans le championnat NCAA. Il enregistre 10 buts et 28 points en 41 matchs ainsi qu'un différentiel +/- de +33. Les Tigers remportent la saison régulière et les séries éliminatoires de l'Atlantic Hockey. Ils sont éliminés en demi-finale du Frozen Four par les Badgers du Wisconsin. Tanev grandit de 15 centimètres durant cette saison. Il est à nouveau repéré par Dave Gagner, directeur du développement des joueurs des Canucks de Vancouver. Le 31 mai 2010, Tanev signe un contrat avec les Canucks. 
Il passe professionnel avec le Moose du Manitoba de la Ligue américaine de hockey. Il marque son premier but le 13 novembre 2010 face aux Americans de Rochester. Le 16 janvier 2011, il est appelé par les Canucks pour pallier les blessures d'Andrew Alberts et Aaron Rome. Il joue son premier match dans la Ligue nationale de hockey deux jours plus tard chez l'Avalanche du Colorado. Il sert sa première assistance dans la LNH le 24 janvier face aux Stars de Dallas pour un but de Dan Hamhuis. Les Canucks atteignent la finale de la Coupe Stanley face aux Bruins de Boston. Après sa première année professionnelle, Tanev continue son développement durant la pré-saison et augmente sa masse musculaire. 
En 2011-2012, il commence la saison avec les Canucks. Après avoir disputé trois des cinq premiers matchs de la saison, ils le laissent à disposition des Wolves de Chicago afin que Tanev obtienne un temps de jeu plus important. Il se blesse au muscle oblique externe de l'abdomen dès le premier match et manque un mois de compétition. Il marque son premier but dans la LNH le 4 février 2013 et donne la victoire aux Canucks en prolongation face à Devan Dubnyk et les Oilers d'Edmonton.
Lors de la saison 2013-2014, l'entraîneur John Tortorella l'aligne sur une paire défensive avec Dan Hamhuis. Alignés face aux meilleurs lignes adverses, ils terminent avec les meilleurs différentiels plus-moins des Canucks avec +13 pour Hamhuis et +12 pour Tanev. Les Canucks terminent avec le vingt-cinquième bilan de la saison régulière et ne se qualifient pas pour les séries éliminatoires. Tanev marque six buts et sert onze assistances. Il ne dispute que soixante-quatre parties à cause de deux blessures survenues en bloquant des lancers adverses. La première en se cassant le pouce en janvier 2014. La deuxième en se fracturant deux autres doigts et qui met fin à sa saison alors qu'il reste dix matchs.
Le 5 juillet 2014, il signe un nouveau contrat avec les Canucks portant sur une saison.
Il représente le Canada au niveau international. Il est sélectionné lors du championnat du monde 2016.
Le 9 octobre 2020, Tanev quitte les Canucks en tant qu'agent libre après avoir passé 10 saisons à Vancouver. Il s'entend avec les Flames de Calgary sur un contrat de quatre ans et 18 millions $.
Tanev passe des Flames aux Stars de Dallas le 28 février 2024 dans un entente à trois équipes avec les Devils du New Jersey. Les Flames retiennent la moitié du salaire de Tanev alors que les Devils en payent le quart. Dans cette transaction, les Stars reçoivent le gardien espoir Cole Brady des Devils, les Devils reçoivent le choix de 4e tour en 2026 des Stars et les Flames reçoivent un choix de 2e tour en 2024, le défenseur espoir Artem Grushnikov et un choix conditionnel de 3e tour en 2026 des Stars.

## Statistiques

### En club
| Saison     | Équipe                 | Ligue           |                   | Saison régulière  | Saison régulière  | Saison régulière  | Saison régulière  | Saison régulière  |                   | Séries éliminatoires | Séries éliminatoires | Séries éliminatoires | Séries éliminatoires | Séries éliminatoires |
| Saison     | Équipe                 | Ligue           | PJ                | B                 | A                 | Pts               | Pun               | PJ                | B                 | A                    | Pts                  | Pun                  |                      |                      |
| 2006-2007  | Fury de Durham         | LHJPO           | 40                | 0                 | 9                 | 9                 | 8                 | 4                 | 0                 | 3                    | 3                    | 6                    |                      |                      |
| 2007-2008  | Fury de Durham         | LHJPO           | 19                | 1                 | 6                 | 7                 | 12                | -                 | -                 | -                    | -                    | -                    |                      |                      |
| 2007-2008  | Spirit de Stouffville  | LHJPO           | 4                 | 0                 | 0                 | 0                 | 0                 | -                 | -                 | -                    | -                    | -                    |                      |                      |
| 2007-2008  | Waxers de Markham      | LHJPO           | 26                | 1                 | 9                 | 10                | 12                | 23                | 1                 | 2                    | 3                    | 4                    |                      |                      |
| 2008-2009  | Waxers de Markham      | LHJPO           | 50                | 4                 | 37                | 41                | 33                | 14                | 1                 | 5                    | 6                    | 8                    |                      |                      |
| 2009-2010  | Tigers du RIT          | Atlantic Hockey | 41                | 10                | 18                | 28                | 4                 | -                 | -                 | -                    | -                    | -                    |                      |                      |
| 2010-2011  | Canucks de Vancouver   | LNH             | 29                | 0                 | 1                 | 1                 | 0                 | 5                 | 0                 | 0                    | 0                    | 0                    |                      |                      |
| 2010-2011  | Moose du Manitoba      | LAH             | 39                | 1                 | 8                 | 9                 | 16                | 14                | 1                 | 2                    | 3                    | 4                    |                      |                      |
| 2011-2012  | Canucks de Vancouver   | LNH             | 25                | 0                 | 2                 | 2                 | 2                 | 5                 | 0                 | 0                    | 0                    | 0                    |                      |                      |
| 2011-2012  | Wolves de Chicago      | LAH             | 34                | 0                 | 14                | 14                | 6                 | -                 | -                 | -                    | -                    | -                    |                      |                      |
| 2012-2013  | Wolves de Chicago      | LAH             | 29                | 2                 | 10                | 12                | 6                 | -                 | -                 | -                    | -                    | -                    |                      |                      |
| 2012-2013  | Canucks de Vancouver   | LNH             | 38                | 2                 | 5                 | 7                 | 10                | -                 | -                 | -                    | -                    | -                    |                      |                      |
| 2013-2014  | Canucks de Vancouver   | LNH             | 64                | 6                 | 11                | 17                | 8                 | -                 | -                 | -                    | -                    | -                    |                      |                      |
| 2014-2015  | Canucks de Vancouver   | LNH             | 70                | 2                 | 18                | 20                | 12                | 6                 | 0                 | 3                    | 3                    | 0                    |                      |                      |
| 2015-2016  | Canucks de Vancouver   | LNH             | 69                | 4                 | 14                | 18                | 8                 | -                 | -                 | -                    | -                    | -                    |                      |                      |
| 2016-2017  | Canucks de Vancouver   | LNH             | 53                | 2                 | 8                 | 10                | 14                | -                 | -                 | -                    | -                    | -                    |                      |                      |
| 2017-2018  | Canucks de Vancouver   | LNH             | 42                | 2                 | 9                 | 11                | 8                 | -                 | -                 | -                    | -                    | -                    |                      |                      |
| 2018-2019  | Canucks de Vancouver   | LNH             | 55                | 2                 | 10                | 12                | 18                | -                 | -                 | -                    | -                    | -                    |                      |                      |
| 2019-2020  | Canucks de Vancouver   | LNH             | 69                | 2                 | 18                | 20                | 41                | 17                | 1                 | 6                    | 7                    | 4                    |                      |                      |
| 2020-2021  | Flames de Calgary      | LNH             | 56                | 2                 | 10                | 12                | 6                 | -                 | -                 | -                    | -                    | -                    |                      |                      |
| 2021-2022  | Flames de Calgary      | LNH             | 82                | 6                 | 22                | 28                | 22                | 8                 | 0                 | 1                    | 1                    | 2                    |                      |                      |
| 2022-2023  | Flames de Calgary      | LNH             | 65                | 1                 | 12                | 13                | 21                | -                 | -                 | -                    | -                    | -                    |                      |                      |
| 2023-2024  | Flames de Calgary      | LNH             | 56                | 1                 | 13                | 14                | 14                | -                 | -                 | -                    | -                    | -                    |                      |                      |
| 2023-2024  | Stars de Dallas        | LNH             | 19                | 1                 | 4                 | 5                 | 10                | 19                | 0                 | 2                    | 2                    | 6                    |                      |                      |
| 2024-2025  | Maple Leafs de Toronto | LNH             | Saison en cours ? | Saison en cours ? | Saison en cours ? | Saison en cours ? | Saison en cours ? | Saison en cours ? | Saison en cours ? | Saison en cours ?    | Saison en cours ?    | Saison en cours ?    |                      |                      |
| Totaux LNH | Totaux LNH             | Totaux LNH      | 792               | 33                | 157               | 190               | 194               | 60                | 1                 | 12                   | 13                   | 12                   |                      |                      |

### En équipe nationale
| Année | Compétition          |    | PJ | B | A | Pts | Pun | +/-           |  | Résultat |
| 2016  | Championnat du monde | 10 | 0  | 1 | 1 | 0   | +8  | Médaille d'or |  |          |

## Trophées et honneurs personnels

### Atlantic Hockey
- 2009-2010 : 
  - nommé dans l'équipe des recrues
  - nommé recrue de la saison
  - nommé dans la troisième équipe d'étoiles